# STS-33
STS-33 (Space Transportation System-33) var rumfærgen Discoverys 9. rumfærge-mission. Den blev opsendt d. 22. november 1989 og vendte tilbage den 27. november 1989.
Missionen medbragte klassificeret militær last for Forsvarsministeriet (USA) (DoD).
Hovedartikler:

## Besætning
- Frederick Gregory (Kaptajn)
- John Blaha (Pilot)
- Story Musgrave (missionsspecialist)
- Manley Carter (missionsspecialist)
- Kathryn Thornton (missionsspecialist)

## Missionen
Missionen medbragte følgende nyttelast:
- Hemmelig militær last.
- Magnum ELINT spionsatellit (USA-48) [1].

- Opsendelsen
- Discoverys vinge